# چوی سونگ وون
چوی مین وو (کره‌ای: 최민우؛ زادهٔ ۱۷ ژانویه ۱۹۸۵) که بیشتر با نام هنری چوی سونگ وون (کره‌ای: 최성원) شناخته می‌شود، بازیگر اهل کره جنوبی است. او به خاطر ایفای نقش در مجموعه تلویزیونی پاسخ به ۱۹۸۸ (۲۰۱۵) شناخته شد.
در ۱۸ ژانویه ۲۰۲۲، او به واید اس کامپنی ملحق شد.

## فیلم‌شناسی

### مجموعه تلویزیونی
| سال       | عنوان                                     | نقش             | توضیحات      | منابع       |
| --------- | ----------------------------------------- | --------------- | ------------ | ----------- |
| ۲۰۱۱      | درام ویژه کی‌بی‌اس: جوانی شاد ما            | هیونگ جو        |              |             |
| ۲۰۱۲      | درام ویژه کی‌بی‌اس: ناپدید شدن نماینده مجلس | گو گوم ها       |              |             |
| ۲۰۱۵      | درام ویژه کی‌بی‌اس: باد به امید می‌وزد       | کارآگاه کانگ    |              |             |
| ۲۰۱۵–۲۰۱۶ | پاسخ به ۱۹۸۸                              | سونگ نو ئول     |              |             |
| ۲۰۱۶      | آیینه جادوگر                              | دونگ ره         |              |             |
| ۲۰۱۷      | دفترچه زندان                              | جو کی چول       |              |             |
| ۲۰۱۸      | معجزه‌ای که ملاقات کردیم                   | دستیار منیجر ها |              |             |
| ۲۰۱۸      | آی‌دی من خوشگل گانگنامه                    | سونگ جونگ هو    |              | [ ۳ ]       |
| ۲۰۱۹      | دوست‌پسر مطلق من                           | نام بو وون      |              | [ ۴ ]       |
| ۲۰۱۹      | دفترچه خاطرات یک روانی                    | هو تک سو        |              | [ ۵ ]       |
| ۲۰۲۲      | دیگه وقت نمایشه                           | مین هو          | حضور افتخاری | [ ۶ ] [ ۷ ] |